# Caller's Bane
Scrolls (atual Caller’s Bane) é um jogo de cartas colecionáveis, do gênero estratégia, desenvolvido pela Mojang Stockholm, que foca-se em combinar elementos de jogos de cartas com jogos de tabuleiro tradicionais. Scrolls foi originalmente concebido e desenvolvido por Jakob Porsér, que, juntamente com o fundador da Mojang, Markus Persson, teve a intenção de criar um tipo de jogo que estivesse atualmente em falta no mercado. O jogo Scrolls foi anunciado em 2 de março de 2011, sendo o terceiro jogo da Mojang.

## Desenvolvimento
Em 10 de dezembro de 2014, a Mojang anunciou que Scrolls estaria deixando sua fase beta para ser lançado oficialmente no dia seguinte. Scrolls foi portado para iOS, porém a Apple Inc. rejeitou a solicitação de lançamento porquê o sistema de contas do jogo requeria que os jogadores se cadastrassem antes de jogar. A versão de iOS foi por fim cancelada, quando a Mojang anunciou que estaria encerrando o desenvolvimento ativo do jogo, em junho de 2015.
Porém, disseram que todos os proventos do jogo irão para o mantenimento dos servidores, os quais confirmaram que continuariam funcionando até, pelo menos, 1º de julho de 2016.
Jogo foi relançado com o nome de Caller’s Bane em 20/06/2018

### Processo da Bethesda
Mojang envolveu-se em um desacordo legal com a Bethesda Softworks, que defendeu que o uso do nome Scrolls causaria confusão com sua série The Elder Scrolls. A Mojang ganhou a liminar provisória sobre o problema com o nome Scrolls, e foi permitida a continuar usando tal nome para desenvolvimento futuro. Em março de 2012, a Mojang e a Bethesda chegaram ao acordo de que a Mojang não tornaria Scrolls uma marca registrada, mas a Bethesda também não iria contestar o nome, desde que o jogo não se tornasse um competidor de The Elder Scrolls.